# Giovanni Pacini
Pour les articles homonymes, voir Pacini.
Giovanni Pacini est un compositeur italien, né le 17 février 1796 à Catane (Sicile) et mort le 6 décembre 1867 à Pescia. 

## Biographie
Giovanni Pacini est né à Catane, dans une famille originaire de Toscane, lors de l'un des nombreux déplacements de son père, la basse buffa Luigi Pacini, qui, pour son métier de chanteur d'opéra, est contraint de déménager d'une ville à une autre. Le père devait ultérieurement créer plusieurs rôles des opéras de son fils. 
À l'âge de douze ans environ, il commence à étudier le chant et le contrepoint à Bologne et, un an plus tard, la composition à Venise.
Avant d’avoir atteint l’âge de dix-huit ans, il commence à composer, avec un certain succès, quelques opera buffa, mais n’obtient un véritable succès qu’en 1817 avec la représentation au Teatro Re de Milan de l’opéra Adelaide e Comingio. À 21 ans, il entame une longue carrière dans le genre du mélodrame lyrique.
En 1820, à Rome, il collabore avec Rossini à l'opéra Matilde di Shabran. L'année suivante, il fait représenter son Cesare in Egitto, qui rencontre un vif succès à Rome. En 1822, il est invité à bord du navire de la duchesse de Lucques Marie-Louise d'Étrurie. Le voyage se termine à Viareggio, un port du duché qui, à l'époque, grâce aux mesures de la duchesse, devenait une ville élégante et moderne. Pacini, impressionné par les lieux, s'y installe et en fait sa résidence principale jusqu'en 1857. C'est là qu'il rencontre et aime Pauline Bonaparte, sœur de Napoléon, qui y possède une somptueuse villa. Ce lien affectif avec Pauline et la bienveillance de duchesse de Lucques marquent la carrière du compositeur et son activité d'enseignant et de responsable de la vie musicale. Ainsi, à partir de 1822, Pacini est nommé maître de chapelle à Lucques. Néanmoins, l'opéra exige que le compositeur séjourne, parfois fort longtemps, dans d'autres villes. En 1825, il est à Naples, où il fait notamment jouer, au Teatro San Carlo, L'ultimo giorno di Pompei. Il faut attendre 1830 pour trouver Pacini à Paris, ceci afin de présenter son opéra "L'ultimo giorno di Pompei" sur demande expresse d'Henriette Méric-Lalande qui fait alors son entrée au Théâtre-Italien de Paris. Elle rentre alors en France après plusieurs années passées en Italie où elle s'est forgé une solide réputation de prima donna. Le contrat d'Henriette Méric-Lalande prévoyait de donner également, par la suite, "Gli Arabi nelle Gallie" du même Pacini. Toutefois les troubles liés à la révolution de Juillet 1830 bouleversent l'organisation des théâtres, ce qui diffère indéfiniment la première de "L'ultimo giorno di Pompei". La première n'aura lieu que le 02 octobre 1830 (au lieu de juillet/août comme il était d'usage jusqu'alors). Dans l'intervalle Pacini n'a pu rester à Paris pour diriger son opéra, selon la coutume (que Verdi suivra lorsque seront créés à Paris "Les Vêpres siciliennes", en 1855, et "Don Carlos" en 1867), et il a dû rentrer en Italie. En effet un contrat liait Pacini au Théâtre Appolo de Rome où devait être créé en janvier 1831 son opéra "Il Corsaro". Pacini relate succinctement dans ses "Memorie artistiche" les circonstances défavorables de cette production parisienne. L'impréparation générée suffirait à elle seule à expliquer l'insuccès rencontré par cet opéra. Entre autres le choeur spécialiste du répertoire italien qui aurait dû produire cet opéra, a été remplacé à l'occasion des événements, par un autre choeur qui se produisait surtout dans l'opéra allemand (non sans inquiétude de la part de Pacini). Ce dernier note, en bas de page, dans ce même passage des "Memorie artistiche", qu'un journaliste s'est montré particulièrement hostile à son égard. Pacini le nomme, il s'agit de Fétis ... De fait ce dernier, dans la presse et dans la "Biographie universelle des musiciens" ne cessera de ravaler Pacini, sans connaître vraiment sa musique puisque Pacini, contrairement à Rossini, Bellini, Donizetti, Mercadante et Verdi, cantonnera surtout sa production à la Péninsule et ne cherchera pas à faire carrière à Paris. Il n'y reviendra qu'en 1855 sur demande expresse de Napoléon III qui avait entendu en Italie "Gli Arabi nelle Gallie" et souhaitait réentendre cette oeuvre. Il déclinera également la proposition qui lui est faite à cette occasion, de créer un opéra pour Paris (cf. Le mie memorie artistiche). 
Pacini est de tous les compositeurs italiens de son époque celui qui a créé le plus pour les deux scènes réputées alors comme étant les premières de la Péninsule, soit la Scala de Milan et le San Carlo de Naples : 12 opéras ont ainsi été créés pour la Scala et 17 pour le San Carlo - voir liste des opéras ci-dessous avec le lieu de leur création). À l'époque de "Gli Arabi nelle Gallie" cette production était à son zénith.    
La recréation de "Gli Arabi nelle Gallie" au festival Rossini de Bad Wildbad en 2023 a fait figure d'événement : "On découvre, à l’écoute de l’œuvre, que si tel air ou tel chœur en portent l’empreinte (ndlr : de Rossini), pour l’essentiel la musique sonne souvent comme du Bellini, et on se prend, à l’aide de la chronologie, à se demander non pas si mais quand et combien de fois l’auteur de Norma a pu entendre Gli Arabi nelle Gallie, tant les timbres, les couleurs et les courbes mélodiques de Pacini ramènent à lui. De fait Bellini se trouvait lui aussi à Milan en 1827 pour préparer "Il Pirata" (créé à la Scala le 27 octobre). Par ailleurs la Scala avait inauguré la saison de Carnaval, le 26 décembre 1826, avec un autre opéra de Pacini "Alessandro nell'Indie" (créé au San Carlo en 1824). Bellini connaissait le succès de Pacini.
En 1849, Pacini est nommé directeur du Conservatoire Luigi Cherubini de Florence, mais en 1857, il décide de s'installer à Pescia, à une vingtaine de kilomètres de Lucques, où il meurt en décembre 1867.
Contemporain de Mercadante, Giovanni Pacini demeure, avec Gaetano Donizetti, l'un des plus prolifiques compositeurs d'opéra de son temps avec 74 ouvrages lyriques.

## Opéras
| Titre | Genre              | Subdivisions            | Livret                                                                   | Date de la première                                  | Lieu, théâtre                         |
| --- | ------------------ | ----------------------- | ------------------------------------------------------------------------ | ---------------------------------------------------- | ------------------------------------- |
| Don Pomponio                                                                                                  | opera buffa        |                         |                                                                          | composé 1813, mais non représenté                    |                                       |
| Annetta e Lucindo                                                                                             | farsa              | 1 acte                  | Francesco Marconi                                                        | 17 octobre 1813                                      | Milan, Théâtre S. Radegonda           |
| La ballerina raggiratrice                                                                                     | opera buffa        |                         |                                                                          | Printemps 1814                                       | Florence, Teatro della Pergola        |
| L'ambizione delusa                                                                                            | opera buffa        | 2 actes                 | Giuseppe Palomba                                                         | Pâques 1814                                          | Florence, Teatro della Pergola        |
| L'escavazione del tesoro                                                                                      | farsa              | 1 acte                  | Francesco Marconi                                                        | 18 décembre 1814                                     | Pise                                  |
| Gli sponsali de' silfi                                                                                        | commedia           | 2 actes                 | Francesco Marconi                                                        | 1814–15                                              | Milan, Théâtre de Filodrammatici      |
| Bettina vedova (Il seguito di Ser Mercantonio)                                                                | dramma giocoso     | 2 actes                 | Angelo Anelli                                                            | Printemps 1815                                       | Venise, Teatro San Moisè              |
| La Rosina | farsa              | 1 acte                  | Giuseppe Palomba                                                         | Été 1815                                             | Florence, Teatro della Pergola        |
| L'ingenua | farsa              | 1 acte                  | Francesco Marconi                                                        | 4 mai 1816                                           | Venise, Teatro San Benedetto          |
| Il matrimonio per procura                                                                                     | dramma giocoso     | 1 acte                  | Giordano Scannamusa et Angelo Anelli                                     | 2 janvier 1817                                       | Milan, Teatro Re                      |
| Dalla beffa il disinganno, ossia La poetessa (révisé sous le nom Il carnevale di Milano)                      | farsa              | 1 acte                  | Gasparo Scopabirbe et Angelo Anelli                                      | 1816–1817, révision 23 février 1817                  | Milan, Teatro Re                      |
| Piglia il mondo come viene                                                                                    | dramma giocoso     | 2 actes                 | Angelo Anelli                                                            | 28 mai 1817                                          | Milan, Teatro Re                      |
| Adelaide e Comingio (aussi: Isabella e Florange, Il comingio, Comingio pittore)                               | opera semiseria    | 2 actes                 | Gaetano Rossi                                                            | 30 décembre 1817                                     | Milan, Teatro Re                      |
| Atala | opera seria        | 3 actes                 | Antonio Peracchi d'après Chateaubriand                                   | juin 1818                                            | Padoue, Théâtre Nuovo                 |
| Gl'illinesi                                                                                                   | opera seria        |                         | Felice Romani                                                            | composé 1818, mais non représenté                    |                                       |
| Il barone di Dolsheim (aussi: Federico II re di Prussia, Il barone di Felcheim, La colpa emendata dal valore) | opera semiseria    | 2 actes                 | Felice Romani d'après Pigault Le Brun                                    | 23 septembre 1818                                    | Milan, la Scala                       |
| La sposa fedele                                                                                               | opera semiseria    | 2 actes                 | Gaetano Rossi                                                            | 14 janvier 1819                                      | Venise, Teatro San Benedetto          |
| Il falegname di Livonia                                                                                       | dramma giocoso     | 2 actes                 | Felice Romani                                                            | 12 avril 1819                                        | Milan, la Scala                       |
| Vallace, o L'eroe scozzese (aussi: Odoardo I re d'Inghilterra)                                                | opera seria        | 2 actes                 | Felice Romani                                                            | 14 février 1820                                      | Milan, la Scala                       |
| La sacerdotessa d'Irminsul                                                                                    | eroico             | 2 actes                 | Felice Romani                                                            | 11 mai 1820                                          | Trieste, Théâtre Grande               |
| La schiava in Bagdad, ossia Il papucciajo                                                                     | dramma giocoso     | 2 actes                 | Vincenzo Pezzi                                                           | 28 octobre 1820                                      | Turin, Théâtre Carignano              |
| La gioventù di Enrico V (aussi: La bella tavernara, ossia Le avventure d'una notte                            | dramma giocoso     | 2 actes                 | Filippo Tarducci                                                         | 26 décembre 1820                                     | Rome, Teatro Valle                    |
| Cesare in Egitto                                                                                              | eroico             | 2 actes                 | Jacopo Ferretti                                                          | 26 décembre 1821                                     | Rome, Teatro Argentina                |
| La vestale (it)                                                                                               | opera seria        | 2 actes                 | Luigi Romanelli                                                          | 6 février 1823                                       | Milan, la Scala                       |
| Temistocle | opera seria        | 2 actes                 | Pietro Anguillesi d'après Metastasio                                     | 23 août 1823                                         | Lucques, Teatro del Giglio            |
| Isabella ed Enrico                                                                                            | opera semiseria    | 2 actes                 | Luigi Romanelli                                                          | 12 juin 1824                                         | Milan, la Scala                       |
| Alessandro nelle Indie                                                                                        | opera seria        | 2 actes                 | Giovanni Schmidt d'après Metastasio                                      | 29 septembre 1824                                    | Naples, Teatro San Carlo              |
| Amazilia | opera seria        | 1 acte                  | Giovanni Schmidt                                                         | 6 juillet 1825                                       | Naples, Teatro San Carlo              |
| L'ultimo giorno di Pompei                                                                                     | opera seria        | 2 actes                 | Andrea Leone Tottola                                                     | 19 novembre 1825                                     | Naples, Teatro San Carlo              |
| La gelosia corretta                                                                                           | opera semiseria    | 3 actes                 | Luigi Romanelli                                                          | 27 mars 1826                                         | Milan, la Scala                       |
| Niobe | opera seria        | 2 actes                 | Andrea Leone Tottola                                                     | 19 novembre 1826                                     | Naples, Teatro San Carlo              |
| Gli arabi nelle Gallie, ossia Il trionfo della fede; (revised 1855 as: L'ultimo dei clodovei)                 | opera seria        | 2 actes                 | Luigi Romanelli                                                          | 8 mars 1827                                          | Milan, la Scala                       |
| Margherita regina d'Inghilterra (aussi: Margherita d'Anjou)                                                   | opera seria        | 2 actes                 | Andrea Leone Tottola                                                     | 19 novembre 1827                                     | Naples, Teatro San Carlo              |
| I cavalieri di Valenza                                                                                        | tragico            | 2 actes                 | Gaetano Rossi                                                            | 11 juin 1828                                         | Milan, la Scala                       |
| I crociati a Tolemaide, ossia Malek-Adel (aussi: La morte di Malek-Adel)                                      | opera seria        | 2 actes                 | Calisto Bassi                                                            | 13 novembre 1828                                     | Trieste, Théâtre Grande               |
| Il talismano, ovvero La terza crociata in Palestina                                                           | opera storica      | 3 actes                 | Gaetano Barbieri d'après Walter Scott                                    | 10 juin 1829                                         | Milan, la Scala                       |
| I fidanzati, ossia Il contestabile di Chester                                                                 | romantico          | 3 actes                 | Domenico Gilardoni d'après Walter Scott                                  | 19 novembre 1829                                     | Naples, Teatro San Carlo              |
| Giovanna d'Arco                                                                                               | opera seria        | Introduction et 4 actes | Gaetano Barbieri d'après Friedrich Schiller                              | 14 mars 1830                                         | Milan, la Scala                       |
| Il corsaro | romantico          | 2 actes                 | Jacopo Ferretti d'après Byron                                            | 15 janvier 1831                                      | Rome, Théâtre Apollo                  |
| Il rinnegato portoghese (aussi: Gusmano d'AlMayda)                                                            | opera seria        |                         | Luigi Romanelli                                                          | composé 1831, mais non représenté                    |                                       |
| Ivanhoe | opera seria        | 2 actes                 | Gaetano Rossi d'après Walter Scott                                       | 19 mars 1832                                         | Venise, Théâtre La Fenice             |
| Don Giovanni Tenorio, o Il convitato di pietra                                                                | farsa              | 2 actes                 | Giovanni Bertati                                                         | 1832                                                 | Viareggio, Casa Belluomini            |
| Gli elvezi, ovvero Corrado di Tochemburgo                                                                     | opera seria        | 2 actes                 | Gaetano Rossi                                                            | 12 janvier 1833                                      | Naples, Teatro San Carlo              |
| Fernando duca di Valenza                                                                                      | opera seria        | 1 acte                  | Paolo Pola                                                               | 30 mai 1833                                          | Naples, Teatro San Carlo              |
| Irene, o L'assedio di Messina                                                                                 | opera seria        | 3 actes                 | Gaetano Rossi                                                            | 30 novembre 1833                                     | Naples, Teatro San Carlo              |
| Carlo di Borgogna                                                                                             | romantico          | 3 actes                 | Gaetano Rossi                                                            | 21 février 1835                                      | Venise, Théâtre La Fenice             |
| La foresta d'Hermanstadt                                                                                      | opera buffa        |                         | Incertain                                                                | 1839                                                 | Viareggio, représentation privée      |
| Furio Camillo                                                                                                 | tragico            | 3 actes                 | Jacopo Ferretti                                                          | 26 décembre 1839                                     | Rome, Théâtre Apollo                  |
| Saffò | tragedia lirica    | 3 actes                 | Salvadore Cammarano                                                      | 29 novembre 1840                                     | Naples, Teatro San Carlo              |
| L'uomo del mistero                                                                                            | opera semiseria    | 2 actes                 | Domenico Andreotti d'après Walter Scott                                  | 9 novembre 1841                                      | Naples, Théâtre Nuovo                 |
| Il duca d'Alba (aussi: Adolfo di Werbel)                                                                      | tragedia lirica    | 2 actes                 | Giovanni Peruzzini et Francesco Maria Piave                              | 26 février 1842                                      | Venise, Théâtre La Fenice             |
| La fidanzata corsa                                                                                            | tragico            | 3 actes                 | Salvadore Cammarano d'après Prosper Mérimée                              | 10 décembre 1842                                     | Naples, Teatro San Carlo              |
| Maria, regina d'Inghilterra                                                                                   | tragedia lirica    | 3 actes                 | Leopoldo Tarantini d'après Victor Hugo                                   | 11 février 1843                                      | Palerme, Théâtre Carolino             |
| Medea (revised Vicenza 1845)                                                                                  | melodramma tragico | 3 actes                 | Benedetto Castiglia                                                      | 28 novembre 1843                                     | Palerme, Théâtre Carolino             |
| Luisetta, ossia La cantatrice del molo di Napoli                                                              | commedia           | 2 actes                 | Leopoldo Tarantini                                                       | 13 décembre 1843                                     | Naples, Théâtre Nuovo                 |
| L'ebrea | opera seria        | 3 actes                 | Giacomo Sacchero                                                         | 27 février 1844                                      | Milan, la Scala                       |
| Lorenzino de' Medici (révisé sous le nom: Rolandino di Torresmondo)                                           | tragedia lirica    | 2 actes                 | Francesco Maria Piave d'après Alexandre Dumas, père                      | 4 mars 1845                                          | Venise, Théâtre La Fenice             |
| Bondelmonte (later known as Buondelmonte)                                                                     | tragedia lirica    | 3 actes                 | Salvadore Cammarano d'après Voltaire                                     | 18 juin 1845                                         | Florence, Teatro della Pergola        |
| Stella di Napoli                                                                                              | dramma lirico      | 3 actes                 | Salvadore Cammarano                                                      | 11 décembre 1845                                     | Naples, Teatro San Carlo              |
| La regina di Cipro                                                                                            | dramma lirico      | 4 actes                 | Francesco Guidi                                                          | 7 février 1846                                       | Turin, Théâtre Regio                  |
| Merope | tragedia lirica    | 3 actes                 | Salvadore Cammarano d'après Vittorio Alfieri                             | 25 novembre 1847                                     | Naples, Teatro San Carlo              |
| Ester d'Engaddi                                                                                               | opera seria        | 3 actes                 | Francesco Guidi d'après Silvio Pellico                                   | 1er février 1848                                     | Turin, Théâtre Regio                  |
| Allan Cameron                                                                                                 | opera seria        | 4 actes                 | Francesco Maria Piave                                                    | 18 mars 1848                                         | Venise, Théâtre La Fenice             |
| L'orfana svizzera                                                                                             | opera semiseria    |                         |                                                                          | 1848                                                 | Naples, Théâtre del Fondo             |
| Zaffira, o La riconciliazione                                                                                 | opera semiseria    | 3 actes                 | Achille de Lauzières                                                     | 15 novembre 1851                                     | Naples, Théâtre Nuovo                 |
| Malvina di Scozia                                                                                             | tragedia lirica    | 3 actes                 | Salvadore Cammarano d'après Inès de Castro by Antoine Houdar de la Motte | 27 décembre 1851                                     | Naples, Teatro San Carlo              |
| L'assedio di Leida (Elnava)                                                                                   | opera seria        |                         |                                                                          | composé en 1852(?), mais non représenté              |                                       |
| Rodrigo di Valenza                                                                                            | opera seria        |                         |                                                                          | composé pour Carnaval 1852-1853, mais non représenté |                                       |
| Il Cid | opera seria        | 3 actes                 | Achille de Lauzières                                                     | 12 mars 1853                                         | Milan, la Scala                       |
| Lidia di Brabante                                                                                             | opera seria        | 3 actes                 | Cesare Perini d'après Massimo d'Azeglio's Niccolò de' Lapi               | 1853                                                 | Palerme, Théâtre Carolino             |
| Romilda di Provenza                                                                                           | opera seria        | 3 actes                 | Gaetano Micci                                                            | 8 décembre 1853                                      | Naples, Teatro San Carlo              |
| La donna delle isole                                                                                          | opera seria        | 3 actes                 | Francesco Maria Piave                                                    | prévu pour Carnaval 1853-1854, mais non représenté   |                                       |
| La punizione                                                                                                  | opera seria        |                         |                                                                          | 8 mars 1854                                          | Venise, Théâtre La Fenice             |
| Margherita Pusterla                                                                                           | opera seria        | 2 actes                 | Domenico Bolognese d'après Cesare Cantù                                  | 25 février 1856                                      | Naples, Teatro San Carlo              |
| I portoghesi nel Brasile                                                                                      | opera seria        |                         |                                                                          | composé 1856, mais non représenté?                   | Pour Rio de Janeiro, Théâtre Italiano |
| Il saltimbanco                                                                                                | dramma lirico      | 3 actes                 | Giuseppe Checchetelli                                                    | 24 mai 1858                                          | Rome, Teatro Argentina                |
| Lidia di Bruxelles                                                                                            | opera seria        | 3 actes                 |                                                                          | 21 octobre 1858                                      | Bologne, Théâtre Comunale             |
| Gianni di Nisida                                                                                              | opera seria        | 4 actes                 | Giuseppe Checchetelli                                                    | 29 octobre 1860                                      | Rome, Teatro Argentina                |
| Il mulattiere di Toledo                                                                                       | commedia lirico    | 5 actes                 | Giuseppe Cencetti                                                        | 25 mai 1861                                          | Rome, Théâtre Apollo                  |
| Belfagor | opera semiseria    | Prologue et 4 actes     | Antonio Lanari                                                           | 1er décembre 1861                                    | Florence, Teatro della Pergola        |
| Carmelita | opera seria        | 3 actes                 |                                                                          | composé 1863, mais non représenté                    |                                       |
| Don Diego di Mendoza                                                                                          | opera fantastica   | 3 actes                 | Francesco Maria Piave d'après Alexandre Dumas, père                      | 12 janvier 1867                                      | Venise, Théâtre La Fenice             |
| Berta di Varnol                                                                                               | opera seria        | 3 actes                 | Francesco Maria Piave                                                    | 6 avril 1867                                         | Naples, Teatro San Carlo              |
| Niccolò de' Lapi                                                                                              | melodramma tragico | 3 actes                 | Cesare Perini d'après Massimo D'Azeglio's Niccolò de' Lapi               | 29 octobre 1873                                      | Florence, Théâtre Pagliano            |

### Œuvres attribuées de manière douteuse à Pacini
- La chiarina (Carnaval (1815–1816 San Moisè, Venise) [confusion probable avec l'œuvre de Giuseppe Farinelli]
- I virtuosi di teatro (1817 représentation privée, Venise) [peut-être de Simon Mayr]
- La bottega di caffè (1817 représentation privée, Venise) [peut-être de Francesco Gardi (it)]